# Sedum chloropetalum
Sedum chloropetalum är en fetbladsväxtart som beskrevs av Robert Theodore Clausen. Sedum chloropetalum ingår i Fetknoppssläktet som ingår i familjen fetbladsväxter. Inga underarter finns listade i Catalogue of Life.